# Charcotův ostrov
Charcotův ostrov leží u pobřeží Antarktidy západně od Ostrova Alexandra I., je dlouhý asi 50 km a široký 40 km. Povrch je celoročně pokryt ledem, jen v severní části z něj vyčnívají nunataky Marion.
Ostrov objevil 11. ledna 1910 francouzský polárník Jean-Baptiste Charcot na lodi Pourquoi pas? a pojmenoval ho podle svého otce, neurologa Jean-Martina Charcota.
Podle Antarktické dohody je ostrov neutrálním územím, i když si na něj činí nároky Chilané a Britové.
Ledovec, který spojoval Charcotův ostrov se sousedním Latadyho ostrovem, se v letech 1998 až 2009 rozpadl. Šlo o jeden z největších případů tání antarktického ledu způsobeného globálním oteplováním.